# Heteroonops validus
Heteroonops validus là một loài nhện trong họ Oonopidae.
Loài này thuộc chi Heteroonops. Heteroonops validus được miêu tả năm 1948 bởi Bryant.